# 佐賀県民歌
「佐賀県民歌」（さがけんみんか）は昭和時代戦前の日本において制定された佐賀県の県民歌である。作詞・松尾松治郎、補作・吉田絃二郎、作曲・下総皖一。

## 解説
「県民の郷土意識を昂め士気を旺盛ならしめ一面雄渾典雅の県民性を涵養する」ことを制定意義として1936年（昭和11年）に佐賀新聞を通じ歌詞の公募を実施した。審査の結果、小学校訓導の松尾松治郎が応募した歌詞が入選となり、神埼郡出身の吉田絃二郎による補作を経て同紙の7月28日付2面で歌詞が発表された。県の依頼で東京音楽学校に作曲が委嘱された経緯より、日本コロムビアが製造したSPレコードでも「東京音楽学校作曲」とクレジットされているが実作者は下総皖一である。
しかし、制定された県民歌は一般に広く普及せず1945年（昭和20年）の太平洋戦争終結後に忘れ去られてしまった。一例として、昭和40年代半ばに刊行された都道府県歌集では県民歌を「未制定」とし、体育歌の『佐賀県民体育大会歌』（作詞・久部勝義、作曲・陶山聡）を代わりに掲載している。1973年（昭和48年）、県政90周年と3年後の1976年（昭和51年）に開催される若楠国体を記念して新たに現行の「佐賀県民の歌」（作詞・明石省八、作曲・團伊玖磨）が制定された。

### 作詞者
作詞者の松尾 松治郎（まつお まつじろう）は唐津市の出身で「県民歌」の歌詞公募が実施された際は東松浦郡有浦小学校（現玄海町立玄海小学校）の訓導であった。戦後は1948年（昭和23年）4月から1952年（昭和27年）3月まで厳木町立本山小学校（廃校、現在の唐津市立箞木小学校に校区統合）校長、1954年（昭和29年）4月から1956年（昭和31年）3月まで名護屋村立名護屋中学校（現唐津市立海青中学校）校長を歴任。1956年4月から翌1957年（昭和32年）3月まで玄海町立値賀中学校（現玄海町立玄海中学校）校長を務め、同校の校歌（作曲・増本光春）を作詞した。